# ليستير ر. فورد
ليستير ر. فورد (بالإنجليزية: Lester R. Ford)‏ هو رياضياتي أمريكي، ولد في 25 أكتوبر 1886 في ميزوري في الولايات المتحدة، وتوفي في 11 نوفمبر 1967 في شارلوتسفيل في الولايات المتحدة.